# Tribunal Supremo (Austria)
El Tribunal Supremo de Austria (en alemán: Oberster Gerichtshof) es un órgano institucional previsto en la constitución Austriaca de 1920 encargado de evaluar la constitucional de la legislación, garantizando los derechos constitucionales de los ciudadanos  y de velar por el orden a nivel federal de Austria. Su sede se ubica en Viena, la capital del Estado, en Palacio de Justicia de Viena.

## Organización
El órgano de toma de decisiones del Tribunal Supremo es el Plenario (Plenum), que está formado por 14 jueces nombrados por el presidente, una parte de los cuales son elegidos por el Gobierno federal (presidente, vicepresidente y seis miembros más) y la otra es elegida por el Parlamento federal, de forma paritaria entre cada una de las Cámaras (tres miembros cada Cámara). Hay además seis suplentes que pueden sustituir a los jueces titulares en caso de enfermedad o incompatibilidad (conflicto de intereses) con un determinado caso a tratar. Los casos de menor envergadura jurídica pueden ser abordados en un comité reducido del Plenario (kleine Beseztung).
El Tribunal Supremo cuenta también con una Oficina de Documentación (Evidenzbüro) y una Oficina Administrativa (Geschäftsstelle) que facilitan las tareas burocráticas del órgano.